# Michel Urtizverea
Michel Urtizverea, né le 14 juillet 1950 à Ciboure, est un joueur de rugby à XV qui a joué avec le Stade bagnérais au poste de pilier (1,76 m pour 100 kg). 

## Carrière de joueur
- Saint-Jean-de-Luz OR
- Racing club de France
- Stade bagnérais

## Palmarès
Avec le Stade bagnérais
- Championnat de France de première division :
  - Vice-champion (2) : 1979 et 1981